# Dragon Quest VII
Dragon Quest VII Eden no Senshitachi (яп. ドラゴンクエストVII エデンの戦士たち дорагон куэсуто сэбун эдэн но сэнси-тати, «Воины Эдена») — японская ролевая игра для приставки PlayStation, разработанная студией Heartbeat и выпущенная компанией Enix (ныне Square Enix) в 2000 году, является седьмой номерной частью серии Dragon Quest. В 2001 году была переведена на английский язык и издана на территории Северной Америки под названием Dragon Warrior VII. Созданием основы игры по-прежнему занимался тот же авторский состав, состоящий из геймдизайнера Юдзи Хории, художника-мангаки Акиры Ториямы и симфонического композитора Коити Сугиямы.

## Геймплей
Игровая механика, по сравнению с предыдущими частями, не претерпела практически никаких изменений: сражения по-прежнему осуществляются в пошаговом режиме, во время сражений камера показывает происходящее от первого лица, сохранилась использованная ранее система классов персонажей. Локации и карта мира — впервые в серии трёхмерны, тогда как бои отображаются в виде привычной спрайтовой графики. Игрок имеет возможность ловить монстров, однако, в отличие от Dragon Quest V, они не принимают участия в сражениях.

## Сюжет
Сюжет описывает приключения Героя и его друзей, которые отправляются в путь, чтобы разгадать загадки окружающих их родину островов. Отыскав древние руины, они переносятся в прошлое и на разных локациях сражаются с воцарившимся там злом.

## Рецензии и продажи
| Сводный рейтинг    | Сводный рейтинг            |
| Агрегатор          | Оценка                     |
| ------------------ | -------------------------- |
| GameRankings       | 80,54 % (PS) 82,43 % (3DS) |
| Metacritic         | 78/100 (PS) 82/100 (3DS)   |
| Иноязычные издания |                            |
| Издание            | Оценка                     |
| Game Informer      | 6,75/10                    |
| GameSpot           | 7,7/10                     |
| IGN                | 8,7/10 (PS) 7,7/10 (3DS))  |

Dragon Quest VII обладала в Японии огромной популярностью и с 4,06 млн проданных копий стала самой продаваемой игрой в этой стране для приставки PlayStation. Японский игровой журнал Famitsu дал ей 37 баллов из сорока, а в 2006 году на основе открытого голосования читателей поместил на девятое место списка величайших игр всех времён. Североамериканская версия, тем не менее, имела относительно скромные продажи — всего лишь 200 тысяч копий. Западные обозреватели в целом оценили игру положительно, так, портал IGN, несмотря на устаревшую графику, посчитал, что все часы, проведённые за ней, обязательно доставят играющему удовольствие. Журнал GamePro посоветовал седьмую часть старым поклонникам серии, отметив, что ретро-игрокам стоит сыграть в неё исключительно ради ностальгических чувств. Американский Game Informer посетовал на то обстоятельство, что игра чрезмерно заточена под японского потребителя и совершенно не подходит западному. Агрегаторы рецензий GameRankings и Metacritic присвоили игре рейтинги в 80,54 % и 78 % соответственно.

## Переиздание
30 октября 2012 года компания Square Enix анонсировала ремейк игры Dragon Quest VII эксклюзивно для Nintendo 3DS. Релиз в Японии состоялся 7 февраля 2013 года. За первую неделю было продано 800,000 копий. Японский игровой журнал Famitsu выставил игре оценку 35/40.